# Resolutie 1409 Veiligheidsraad Verenigde Naties
Resolutie 1409 van de Veiligheidsraad van de Verenigde Naties werd op 14 mei 2002 aangenomen op de 4531e vergadering van de Raad.

## Achtergrond
In 1995 richtte de VN-Veiligheidsraad het olie-voor-voedselprogramma op om de humanitaire situatie van de Iraakse bevolking na het verlies van de Golfoorlog te verbeteren.

## Inhoud

### De resolutie
De Veiligheidsraad:
- Roept in herinnering de resoluties 986, 1284, 1352, 1360 en 1382 over de verbetering van het humanitaire programma voor Irak.
- Is ervan overtuigd dat verder in de humanitaire noden van het Iraakse volk moet voorzien worden tot Irak voldoet aan eerdere resoluties, in het bijzonder de resoluties 687, 1284 en de verbiedingen in 661.
- Roept in herinnering de aanvaarding van de voorgestelde goederenlijst en de procedures voor de toepassing ervan in resolutie 1382.
- Is vastbesloten de humanitaire situatie in Irak te verbeteren.
- Bevestigt dat alle lidstaten de soevereiniteit van Irak zullen respecteren.
- Beslist, handelend onder Hoofdstuk VII van het Handvest van de Verenigde Naties:

1. De bepalingen in resolutie 986, behalve de paragrafen °4, °11 en °12, en resolutie 1360, behalve de paragrafen °2, °3 en °5-°12, te verlengen met 180 dagen vanaf 30 mei 00:01 uur EDT.
2. De herziene goederenlijst en procedures goed te keuren.
3. Landen toe te staan eender welke goederen aan Irak te leveren behalve deze vermeld in paragraaf °24 van resolutie 687 (militaire goederen).
4. Dat het geld op de borgrekening (zie resolutie 986) gebruikt mag worden voor de verkoop van bovenstaande goederen aan Irak.
5. De goederenlijst en de procedures regelmatig te herzien. Een eerste maal binnen de 180 dagen (zie paragraaf °1).
6. Verwijzingen naar de 150 dagen bepaald in resolutie 1360 gaan vanaf nu over de 180 dagen uit paragraaf °1 in deze resolutie.
7. De secretaris-generaal en het Comité (zie resolutie 661) te vragen de in resolutie 1360 gevraagde rapporten zeker voor het einde van de 180 dagen (zie paragraaf °1) in te dienen.# De Secretaris-Generaal te vragen een beoordelingsrapport over de goederenlijst en de procedures en eventuele aanbevelingen in te dienen.
8. Van de zaak op de hoogte te blijven.

### De herziene procedures
Ingesloten zijn de herziene procedures die een aantal van de eerder vastgelegde procedures waaronder (humanitaire) goederen aan Irak kunnen geleverd worden vervangen. Dergelijke leveringen moeten met onderstaand document aangevraagd worden bij het Kantoor voor het Irakprogramma, in het Engels afgekort als "OIP". De levering van militaire goederen en diensten blijven verboden. Het OIP zal de aanvragen evalueren.

### Het document
Nog ingesloten zit het document waarmee een exporteur de levering van goederen naar Irak kan laten weten of aanvragen.

## Verwante resoluties
- Resolutie 1360 Veiligheidsraad Verenigde Naties (2001)
- Resolutie 1382 Veiligheidsraad Verenigde Naties (2001)
- Resolutie 1441 Veiligheidsraad Verenigde Naties
- Resolutie 1443 Veiligheidsraad Verenigde Naties

Lijst ·  1387 ·  1388 ·  1389 ·  1390 ·  1391 ·  1392 ·  1393 ·  1394 ·  1395 ·  1396 ·  1397 ·  1398 ·  1399 ·  1400 ·  1401 ·  1402 ·  1403 ·  1404 ·  1405 ·  1406 ·  1407 ·  1408 ·  1409 ·  1410 ·  1411 ·  1412 ·  1413 ·  1414 ·  1415 ·  1416 ·  1417 ·  1418 ·  1419 ·  1420 ·  1421 ·  1422 ·  1423 ·  1424 ·  1425 ·  1426 ·  1427 ·  1428 ·  1429 ·  1430 ·  1431 ·  1432 ·  1433 ·  1434 ·  1435 ·  1436 ·  1437 ·  1438 ·  1439 ·  1440 ·  1441 ·  1442 ·  1443 ·  1444 ·  1445 ·  1446 ·  1447 ·  1448 ·  1449 ·  1450 ·  1451 ·  1452 ·  1453 ·  1454